# Grzęda Czernyszowa
Grzęda Czernyszowa (ros.: гряда Чернышёва, griada Czernyszowa) – szereg wzniesień w europejskiej części Rosji, na terytorium Republiki Komi i obwodu archangielskiego. Na południu łączy się z Uralem Subpolarnym. Rozciąga się na długości ok. 300 km i wznosi się do 205 m n.p.m. Wzniesienia zbudowane z piaskowców i wapieni. Na południu występuje tajga (świerk, modrzew i brzoza), na północy zaś tundra. Wzniesienia nazwane na cześć Fieodosija Czernyszowa.